# Lenarchus gravidus
Lenarchus gravidus är en nattsländeart som först beskrevs av Hagen 1861.  Lenarchus gravidus ingår i släktet Lenarchus och familjen husmasknattsländor. Inga underarter finns listade i Catalogue of Life.